# 莱特凯什
莱特凯什，是匈牙利佩斯州所辖的一个村。总面积24.55平方公里，总人口1157，人口密度47.1人/平方公里（2011年1月1日）。